# 1961年臺灣
|        | 臺灣歷史 \| 台灣歷史年表 |
| 世纪： | 19世纪臺灣 \| 20世纪臺灣 \| 21世纪臺灣 |
| 年代： | 1930年代臺灣 \| 1940年代臺灣 \| 1950年代臺灣 \| 1960年代臺灣 \| 1970年代臺灣 \| 1980年代臺灣 \| 1990年代臺灣                                           |
| 年份： | 1956年臺灣 \| 1957年臺灣 \| 1958年臺灣 \| 1959年臺灣 \| 1960年臺灣 \| 1961年臺灣 \| 1962年臺灣 \| 1963年臺灣 \| 1964年臺灣 \| 1965年臺灣 \| 1966年臺灣 |
| 纪年： | 辛丑年（牛年）、中華民國50年 |

## 政府

### 國家正副元首

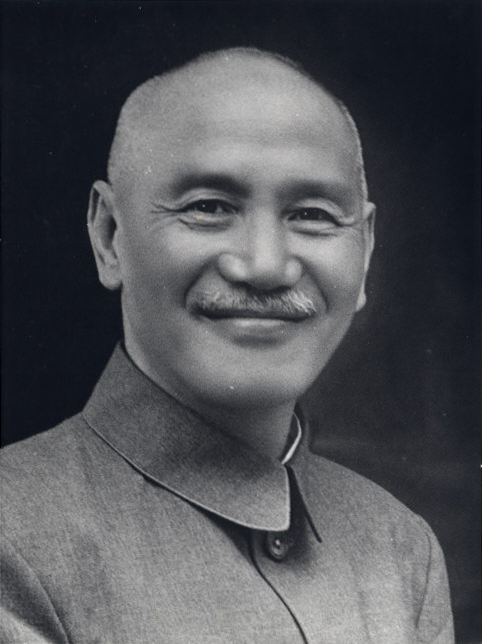
總統：蔣中正
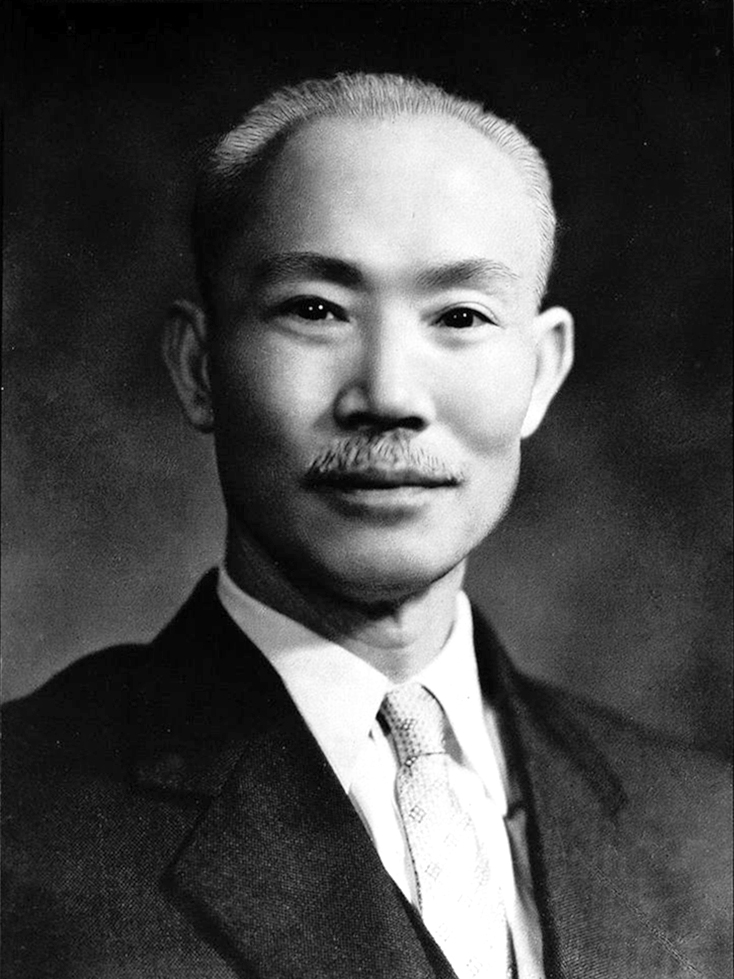
副總統：陳誠

### 五院首長

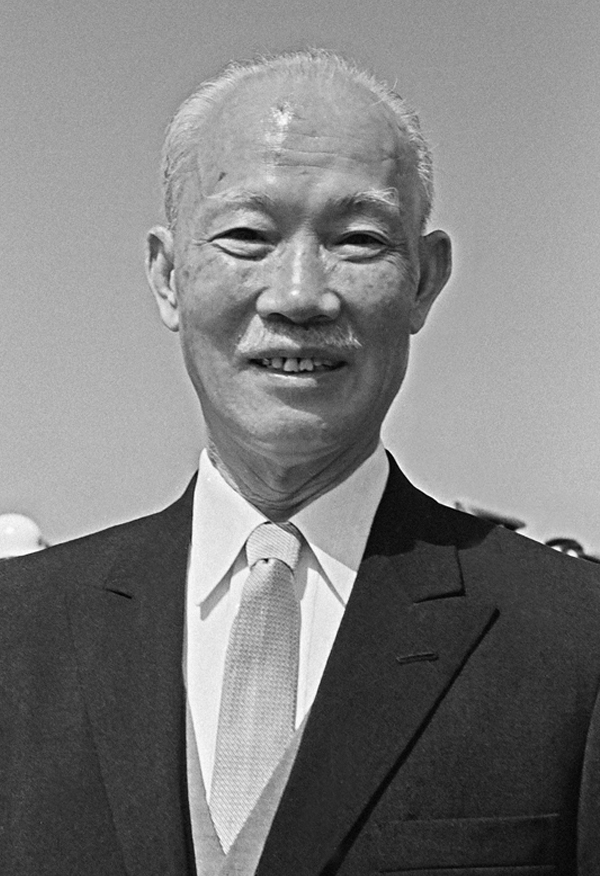
行政院院長：陳誠（副總統兼任）
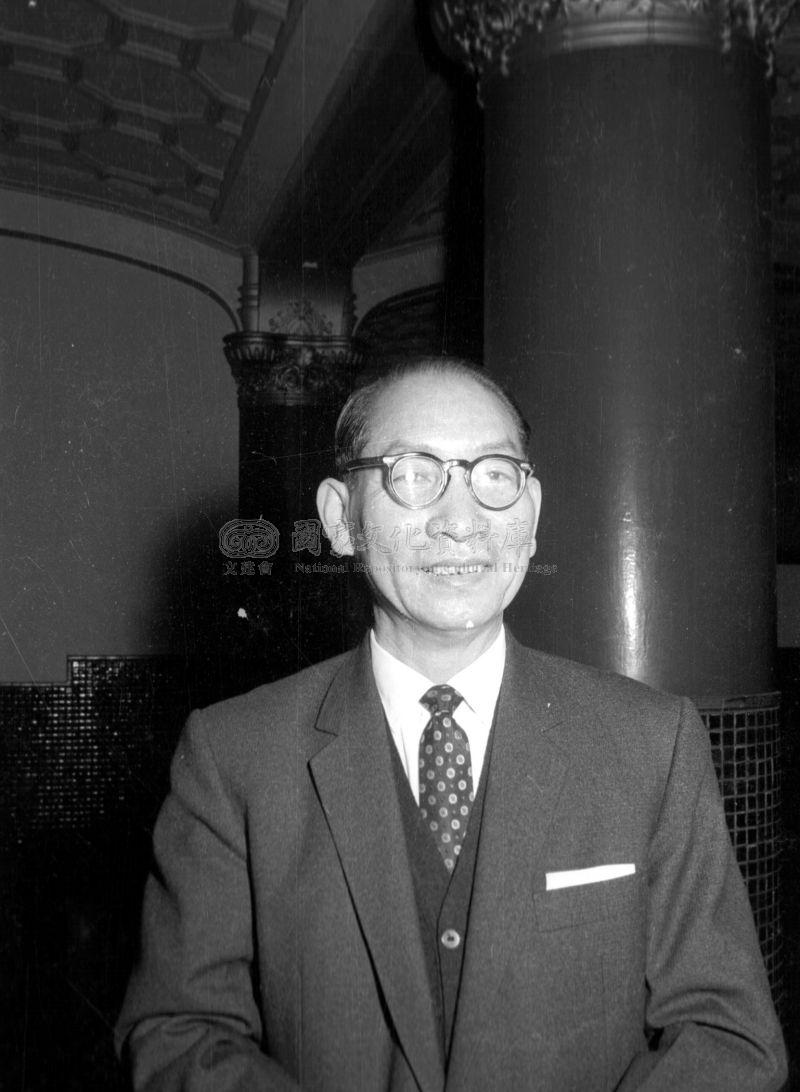
立法院院長：黃國書
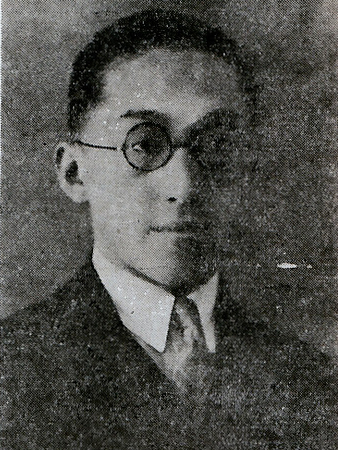
司法院院長：謝冠生
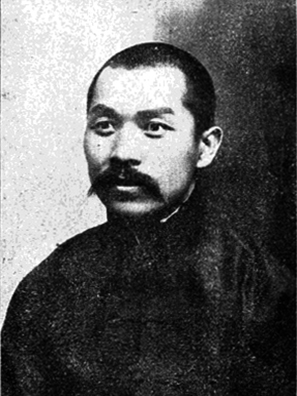
考試院院長：莫德惠
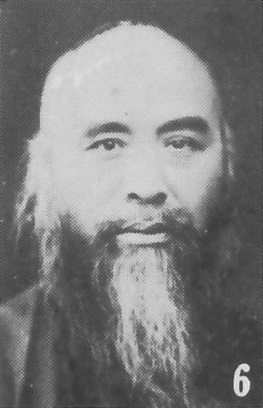
監察院院長：于右任

### 省政府主席

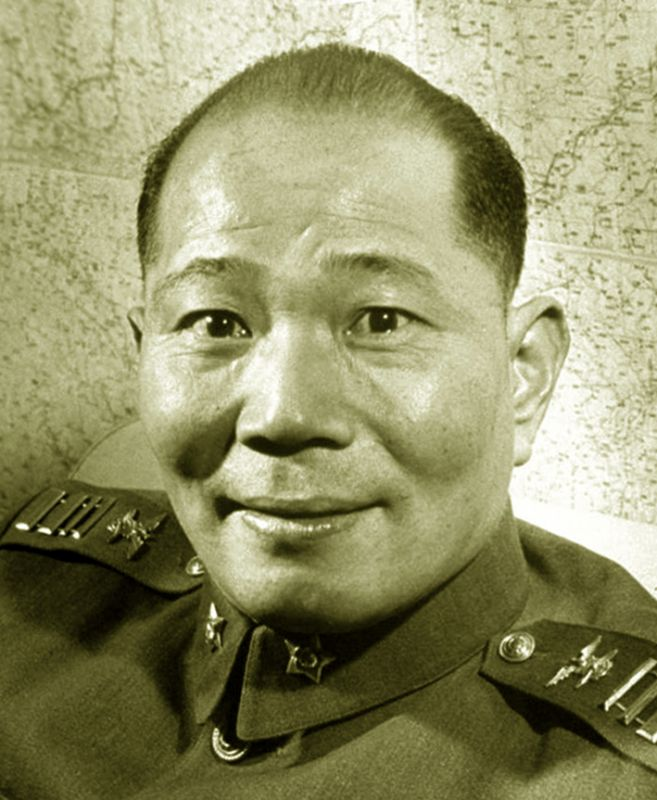
臺灣省政府主席：周至柔
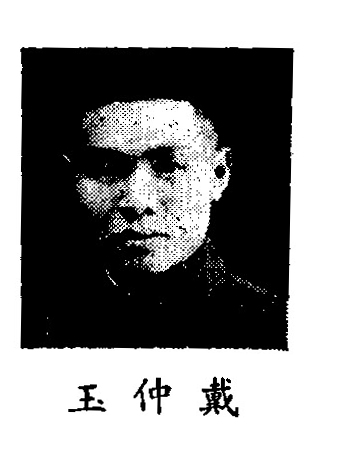
福建省政府主席：戴仲玉

### 成員變動

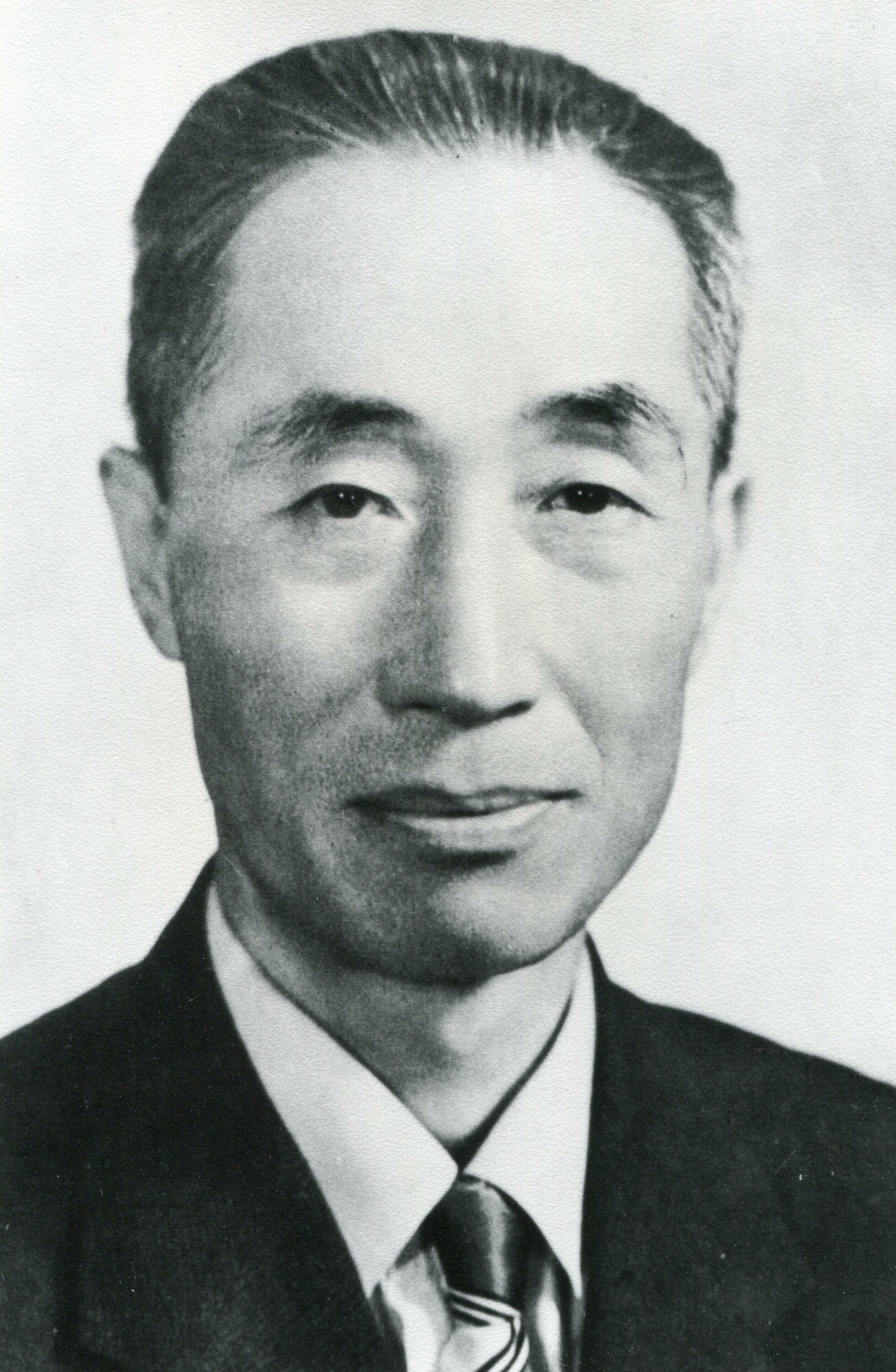
立法院院長：張道藩（任期屆滿）

## 大事記

### 1月
- 1月1日——財政部施行「合作金融業務資金融通管辦法」；加速經濟發展展覽會在臺北揭幕，副總統兼行政院長陳誠倡導「三一儲蓄運動」[1]:666。
- 1月3日——經濟部決利用美援相對基金項下所撥贈經費進行橫貫公路、中央山脈地質調查與探勘；緬甸宣布與中國合作，清除中華民國在緬甸游擊隊[1]:666。
- 1月10日——經濟部華僑與外國人投資審議會公布：自1951年4月至1960年12月，華僑投資206項，金額5,155萬2,652美元：外國人投資77項，金額2,564萬6,603美元[1]:666。
- 1月11日——臺灣省政府決定投資新臺幣11億元，分期完成鐵路動力電氣化[1]:666。
- 1月17日——外交部長沈昌煥赴菲律賓，參加中華民國、菲律賓、大韓民國、越南共和國四國外長會議（1月18日，會議於馬尼拉舉行，協商團結，應付共黨。）[1]:666。
- 1月26日——特任劉馭萬為駐韓大使[1]:666。

### 2月
- 2月20日——清境農場開幕。
- 2月23日——特任黃季陸為教育部長[1]:666。
- 2月26日——台北發生瑠公圳分屍案[2]。
- 2月27日——外交部長沈昌煥訪韓（3月3日，在漢城簽訂中、韓貿易協定。）[1]:666。
- 2月28日——特任李壽雍為考選部長；黃國書、倪文亞分別當選行憲後第五任立法院正副院長；臺灣省政府通過設立臺灣電視公司（4月14日，臺、日簽約合作創辦，日方投資新臺幣1,210萬元；1962年4月9日，破土興工；10月10日，開播。）[1]:666-667。

### 3月
- 3月1日——華僑商業銀行開業[1]:667。
- 3月3日——反共游擊隊1千餘人自緬甸撤至泰國邊境（3月6日，陳誠內閣宣布：協助撤離緬、寮、泰邊境；3月18日，開始接運；4月11日止，共接運4千餘人抵臺；此行動名為「國雷演習」，由美援補助，共出動360多架次運輸機。）[1]:667。
- 3月6日——任命朱撫松為駐加拿大公使[1]:667。
- 3月11日——1961年隆田平交道軍車車禍事故，共27人死亡14傷。
- 3月13日——美國贈與掃雷艦10艘，運抵高雄港[1]:667。
- 3月31日——陳誠內閣正式發布命令，禁止產品內銷聯營[1]:667。

### 4月
- 4月1日——國軍在臺北縣三峽山區設國光計畫室，執行反共大陸計畫（1966年6月，更名為「作戰計畫室」。）[1]:667。
- 4月6日——行政院通過解除每週二、五禁屠令，並廢止豬牛羊等10項物資議價辦法[1]:667。
- 4月12日——美國總統甘迺迪聲明，反對中共入聯合國，並繼續履行對中華民國政府和人民的承諾[1]:667。
- 4月13日——美援運用委員會洽請美開發基金將美金貸款改按臺幣計息，由臺灣銀行承擔保證責任[1]:667。
- 4月18日——美援中型油輪「長白號」自美駛抵海軍南部基地（4月24日，舉行交接典禮。）[1]:667。
- 4月29日——臺灣各界在臺南延平郡王祠舉行鄭成功收復臺灣300週年祭典[1]:668。

### 5月
- 5月2日——第一條快速公路北基二路開工（1964年5月2日，通車並命名麥克阿瑟公路。）[1]:668。
- 5月5日——美參謀首長聯席會議主席李尼茲（Lyman Louis Lemnitzer）訪臺[1]:668。
- 5月14日——美國副總統詹森訪臺（5月15日，與總統蔣中正三度會談後離臺。）[1]:668。
- 5月15日——第二屆中國小姐選拔，汪麗玲、李秀英、馬維君並列第一（11月9日，李秀英膺選本屆世界小姐第二名。）[1]:668。
- 5月21日——王正廷病逝香港（浙江奉化人，曾代表廣州政府出席第一次世界大戰後之巴黎和會，在國民政府時期曾擔任過外交、財政部長等職。）[1]:668。
- 5月22日——臺灣棉紡業工業外銷促進委員會成立，並通過責任外銷公約；秘魯總統浦樂多訪臺[1]:668。
- 5月23日——臺、日在東京簽訂貿易新協定，自10月起將記帳貿易改為現金交易[1]:668。

### 6月
- 6月1日——臺灣正式實施單一匯率，新臺幣對美元官價匯率為40：1，進口和匯入匯款一律憑結匯證辦理[1]:669。
- 6月4日——高雄市半屏山發生山崩，死傷50餘人[1]:669。
- 6月26日——位於臺灣新竹縣香山鄉（今新竹市香山區）茄苳湖山附近的聯義火藥廠發生爆炸事故，出動許多消防隊員滅火，造成2死77傷[3]。
- 6月27日——總統蔣中正電令核准「中央銀行復業方案」。

### 7月
- 7月1日——中央銀行在臺復業[1]:669[4]。
- 7月4日——任命沈劍虹為行政院新聞局長[1]:670。
- 7月9日——臺中開往高雄11次對號特快車在民雄站南方撞上闖越平交道的嘉義客運北港開往嘉義班車，造成嘉義客運車上48死28傷，火車司機輕傷[5]。
- 7月11日——民航空運公司的「翠華號」班機，由第一夫人宋美齡剪綵啟用，並且招待全國各界進入機艙內參觀、當時被新聞界形容「飛機名翠華，內外蟠金龍」的全球唯一具有文創概念的民航班機。這架道格拉斯DC-6B 的內部裝潢，除了座位係以黑、紅、金三種色系為座位套外，內部還刻意以中國屏風隔開頭等艙，堪稱用心良苦[6]。
- 7月29日——副總統陳誠赴美訪問[1]:670。
- 7月31日——臺北廣播電臺創立[1]:670。

### 8月

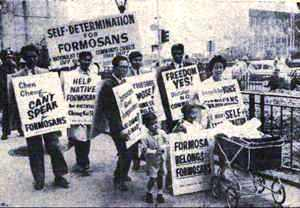
1961年8月3日陳誠至紐約聯合國大會發表演說，在美臺灣人組成的臺灣獨立聯盟（UFI）發動抗議示威。左三劉寬平。

- 8月2日——副總統陳誠與美國總統甘迺迪會談，發表「聯合公報」，聲明中、美加強合作（8月3日，返國。）[1]:670。
- 8月17日——駐威靈頓總領事館升格為駐紐西蘭大使館[7]。
- 8月25至31日，行政院於陽明山舉行第二次「陽明山會談」。

### 9月
- 9月4日——中共炮擊金門前線[1]:671。
- 9月25日——中、美空降部隊舉行遠東區規模最大之「天兵一號」聯合空降作戰演習（1962年10月18日，1963年2月23日、10月20日，1964年10月27日，分別舉行「天兵二號」至天兵六號」空降演習。）[1]:671。
- 9月29日——臺灣人口調查中心在臺中成立；沙烏地阿拉伯駐華大使吉伯爾（Ahmed Abduh Jabbar）呈遞到任國書[1]:671。

### 10月
- 10月2日——臺灣省政府擴大辦理農貸，以改善西海岸農民生活[1]:671。
- 10月3日——蔣中正告以美國《生活雜誌》，決不惜任何代價阻止中共及外蒙進入聯合國[1]:671。
- 10月4日——臺灣全省67鄉鎮實施「家庭計畫」，由省農會推行[1]:671。
- 10月6日——臺灣省政府加強婦幼福利工作，試辦家庭輔助制度，推行介紹領養工作[1]:672。
- 10月8日——國貨推廣中心舉行揭幕禮[1]:672。
- 10月10日——中華民國五十周年國慶，舉行閱兵。
- 10月13日——駐美大使葉公超返國述職，離開美國前與美國國務卿魯斯克商談聯合國問題；與賴比瑞亞簽訂「中、賴技術合作協定」，派遣農耕示範隊，為對非洲技術服務之始[1]:672。
- 10月17日——陳誠所藏中共情報資料由美國史丹福大學攝成影片專集，供美國及學術中心研究；中華民國與約旦簽訂「中、約文化專約」[1]:672。
- 10月23日——台灣證券交易所成立。

### 11月
- 11月18日——蔣廷黻出任駐美大使兼聯合國代表團常任代表，葉公超改任行政院政務委員[1]:672。

### 12月
- 12月20日——中、日合作經營臺灣農業機械公司高雄廠落成，開工生產久保田牌耕耘機[1]:673。

## 出生
参见： 1961年出生
- 1月2日——馮美麗：配音員。
- 1月3日——徐定禎：政治人物，是首任頭份市市長，現任行政院中部聯合服務中心執行長。
- 1月7日——沈采穎：政治人物、藥師，曾任中華民國勞動部仲裁委員。
- 1月11日——李文英：政治人物、牙醫師，曾任台北市議員。
- 1月12日——張國鑫：企業家、電機工程學家，現任星元電力公司董事長。
- 1月17日——孟懷縈：企業家、電機工程學家，現為中央研究院院士、美國國家工程學院院士。
- 1月19日——張小虹：作家。
- 1月23日——殷正洋，歌手、主持人。
- 1月25日——華方：演員，是艾偉之妻，現移居美國。
- 1月26日——林志儒：演員、導演、剪接師。
- 2月17日——
  - 黃仲裕：演員、武術指導。
  - 楊汝椿：記者。
  - 李建良：法學家。
- 2月19日——楊春妹：政治人物，現任新北市議員。
- 2月20日——黃秀霜：教育心理學家，曾任國立台南大學校長。
- 3月3日——陳煥昌：歌手、作曲家、音樂製作人。
- 3月6日——靳秀麗：新聞主播。
- 3月20日——張曼娟：作家。
- 3月21日——
  - 方芳芳，本名方芳，藝人、主持人。
  - 蔣友梅：藝術史學家，是蔣孝文之女、蔣經國之孫。
- 3月26日——陳昆和：政治人物。
- 3月28日——汪仁玠：作家。
- 3月31日——鄭怡：歌手、廣播主持人。
- 4月1日——胡幼偉，政治人物。曾任行政院發言人。
- 4月15日——黃適超：政治人物，曾任宜蘭縣副縣長、宜蘭縣議員。
- 4月19日——賴勛彪：製作人，是蔡閨之夫。
- 4月20日——蕭家淇，政治人物。曾任臺中市副市長、行政院副祕書長。
- 4月22日——許舒翔：政治人物，是許文志長子，現任中華民國考選部部長，曾任環球科技大學校長。
- 4月25日——王焜弘：政治人物，曾任嘉義縣議員、竹崎鄉鄉長。
- 5月6日——林松賢：武術教練。
- 5月7日——方保琇：諧星、演員、主持人。
- 5月10日——謝立功，政治人物。曾任移民署副署長、署長。
- 5月14日——洪一中：棒球教練、棒球捕手。
- 5月29日——彭文正，學者、政論節目主持人。
- 6月5日——賴惠員：政治人物。
- 6月7日——朱立倫，政治人物。曾任國民黨主席，現任新北市市長。
- 6月10日——王孝維：政治人物，曾任新北市議員。
- 6月18日——趙傳，歌手。代表作有《我很醜，可是我很溫柔》、《我是一隻小小鳥》。
- 6月19日——呂玉玲：政治人物，是陳萬得之妻。
- 6月24日——
  - 郭正亮，政治人物。曾任立法委員。
  - 張耿輝：政治人物。
- 7月2日——潘懷宗，政治人物。曾任國大代表，現任臺北市議員。
- 7月4日——馮凱：導演，是周遊之子。
- 7月9日——
  - 安迪：諧星、演員、主持人。
  - 黃清原：政治運動人士。
- 7月10日——曾朝榮：政治人物，曾任台中市議員。
- 7月11日——鄭正勇：政治人物，現任駐墨西哥代表。
- 7月24日——陳建銘，政治人物。現任臺北市議員。
- 7月25日——林為洲，政治人物。曾任新竹縣議員、副議長，現任立法委員。
- 7月27日——湯志偉，演員、節目主持人。
- 7月28日——庾澄慶，藝名哈林，歌手、作曲人、主持人。
- 7月30日——
  - 龍千玉：歌手，是江志豐之姊。
  - 蔡崇輝：列車司機員，是2012年埔心事故唯一罹難者。
- 8月2日——廖文彬：漫畫家。
- 8月7日——江明學：歌手。
- 8月16日——陳佩琪，醫師。現任臺北市立聯合醫院小兒科專任主治醫師，其夫柯文哲。
- 8月22日——瓦歷斯·諾幹（Walis Nokan），泰雅族作家。
- 8月23日——孫習忍：政治人物，現任駐巴林代表。
- 8月31日——盧秀燕，政治人物。現任台中市市長。
- 9月1日——江蕙：歌手，是江淑娜之姊。
- 9月6日——洪正欽：棒球選手。
- 9月7日——關弘鈞：企業家。
- 9月12日——徐吉春：教育工作者，現任居仁國中校長，曾任北新國中校長。
- 9月19日——吳勝銘：田徑運動員。
- 9月22日——張月麗：主持人、空服員。
- 9月26日——
  - 傅慶豊：畫家。
  - 陳金德：政治人物。
- 9月28日——侯俊傑：作家、程式設計師。
- 9月30日——
  - 葉蒨文：歌手、演員，原在台灣出道，1984年後轉赴香港發展。
  - 戴忠仁：新聞主播。
- 10月1日——湯尼陳：通告藝人、補教英文老師。
- 10月2日——
  - 王如玄，曾任勞委會主委。2016年總統選舉時與朱立倫搭檔。
  - 楊靜宇：政治人物、獸醫師，曾任台北市議員。
- 10月3日——謝龍介，政治人物。曾任國民黨臺南市黨部主委，現任臺南市議員。
- 10月4日——陳克華：醫師。
- 10月6日——莫又銘：軍事人物。
- 10月9日——簡媜，作家。
- 10月10日——
  - 謝鴻均：藝術家。
  - 連春利：導演。
- 10月20日——
  - 蔡珠兒：作家。
  - 孫玉雲：籃球運動員。
- 10月21日——孫立群，政治人物。曾任行政院發言人。
- 10月26日——林一平：電腦科學家。
- 10月31日——
  - 陳玉玫：演員。
  - 朱慧珍：演員、主持人、服裝設計師。
- 11月2日——張舒眉：企業家。
- 11月12日——蘇建榮：政治人物、財政學家，曾任中華民國財政部部長。
- 11月14日——鄭智化，歌手。代表作有《水手》、《星星點燈》。
- 11月15日——陳雙全：政治人物。
- 11月16日——陳冠君：漫畫家。
- 11月22日——王銘琬：旅日圍棋棋士。
- 11月30日——羅振榮：棒球選手。
- 12月1日——林芳玫，學者、政治人物。曾任青輔會主任委員。
- 12月3日——柯素雲：演員。
- 12月4日——
  - 許清祥：免疫學家。
  - 張耀中：政治人物，曾任台中市議員。
- 12月11日——范大維：軍事人物。
- 12月12日——李碧華：歌手。
- 12月15日——羅貴星：政治人物。
- 12月25日——
  - 林錫耀，政治人物。曾任臺北縣代理縣長、行政院副院長。
  - 鄭貴蓮：政治人物。
  - 楓：歌手、演員、主持人 。
  - 林百亨：棒球教練。
- 12月26日——張作驥：導演、編劇。
- 12月27日——張靜美：漫畫家。
- 12月29日——鄭保雄：口簧琴演奏家。

## 逝世
- 5月28日——陳英聲，畫家。曾以〈後巷〉、〈畫室〉入選臺展。（1898年出生）
- 6月11日——楊基先，律師、政治人物。戰後當選首任民選臺中市市長。（1903年出生）